# Filare
Filare is een plaats (frazione) in de Italiaanse gemeente Gavorrano.

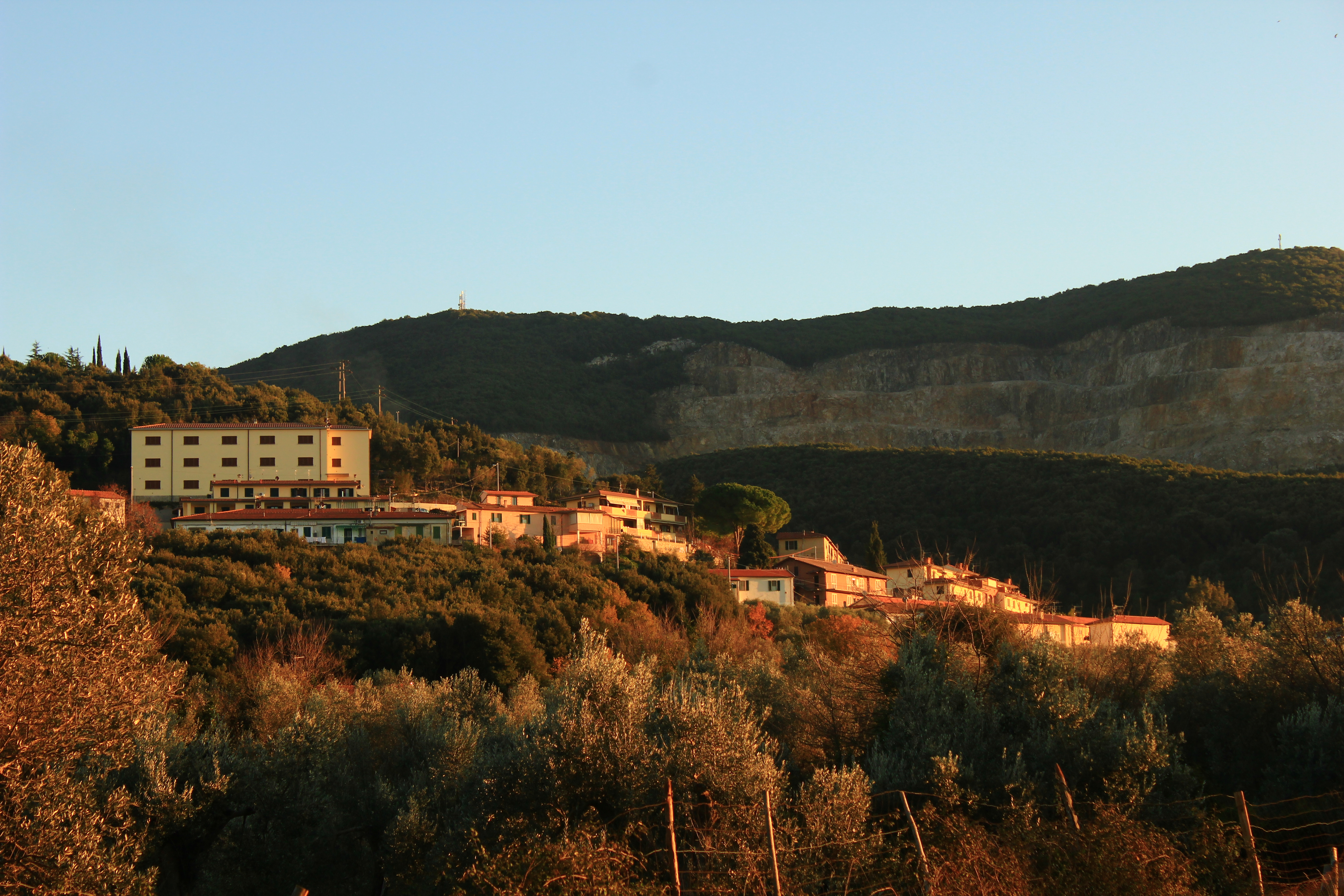
Filare